# Ionel-Dănuț Cristescu
Ionel-Danut Cristescu (n. 6 iulie 1982, Uda-Clocociov, România) este un senator român, ales în 2020 din partea PSD. 